# Masirana kinoshitai
Masirana kinoshitai är en spindelart som först beskrevs av Teruo Irie 2000.  Masirana kinoshitai ingår i släktet Masirana och familjen Leptonetidae. Inga underarter finns listade i Catalogue of Life.